# EYesis
eYesis was een Nederlandse akoestische rockband met een Fries-/Engelstalig repertoire. De band is vernoemd naar de godin Isis. 
De leden van de band wilden met Friese en Engelse teksten dicht bij de sfeer van Friesland komen. eYesis speelde een gemengd repertoire van folk, dans en rock en met een verscheidenheid aan instrumenten. De band bestond uit Jolanda Toonstra (zangeres), Edda "Afien" Agema (zangeres), Timme Koudstaal (gitaar, piano en mandoline) en Evert Groendijk (basgitaar en percussie).
In 2008 speelden ze op het Frysk Festival (Fries Festival) en hadden een optreden bij Omrop Fryslân. Bovendien stonden ze in het voorprogramma van Marike Jager (in Poppodium Romein in Leeuwarden). Ze stonden dat jaar met "Myn Thús" (Mijn Thuis) op nummer 67 van de Friese Top 100.
De plannen voor 2009 om met de nieuwe cd Dûnsje op it fjoer (Dansen op het vuur) uit te gekomen zijn niet uitgevoerd, onder andere doordat Afien de band verliet. Er werd nog meegedaan met zangeres Nicole aan Liet 2009, maar in juni werd de band opgeheven en ging verder als Voke.